# Welterbe in Gabun
Zum Welterbe in Gabun gehören (Stand 2021) zwei UNESCO-Welterbestätte, eine gemischte Kultur- und Naturerbestätte sowie eine Naturerbestätte. Gabun hat die Welterbekonvention 1986 ratifiziert, die bislang letzte Welterbestätte wurde 2021 in die Welterbeliste aufgenommen.

## Welterbestätten
Die folgende Tabelle listet die UNESCO-Welterbestätten in Gabun in chronologischer Reihenfolge nach dem Jahr ihrer Aufnahme in die Welterbeliste (K – Kulturerbe, N – Naturerbe, K/N – gemischt, (G) – auf der Liste des gefährdeten Welterbes).
| Bild             | Bezeichnung                                                  | Jahr | Typ | Ref. | Beschreibung |
| ---------------- | ------------------------------------------------------------ | ---- | --- | ---- | --- |
| (weitere Bilder) | Ökosystem und Relikt-Kulturlandschaft von Lopé-Okanda (Lage) | 2007 | K/N | 1147 | Ungewöhnlich ist die Koexistenz von Savanne und Regenwald, aus diesem Grund ist der Nationalpark schützenswert. |
| (weitere Bilder) | Invindo-Nationalpark (Lage)                                  | 2021 | N   | 1653 | Das weitgehend unberührte Gelände ist von einem Netz von Flüssen durchzogen und verfügt über zahlreiche Stromschnellen und Wasserfälle, die von intaktem Regenwald umgeben sind. Die Gewässer des Standorts beherbergen zahlreiche endemische Süßwasserfischarten. Außerdem beherbergt der Park, neben anderen Arten, den gefährdeten Waldelefanten (Loxodonta cyclotis), den Westlichen Gorilla (Gorilla gorilla) sowie den gefährdeten Schimpansen (Pan troglodytes). |

## Tentativliste
In der Tentativliste sind die Stätten eingetragen, die für eine Nominierung zur Aufnahme in die Welterbeliste vorgesehen sind. Mit Stand 2022 sind sechs Stätten in der Tentativliste von Gabun eingetragen, die letzte Eintragung und Überarbeitung erfolgte im Januar 2022. Die folgende Tabelle listet die Stätten in chronologischer Reihenfolge nach dem Jahr ihrer Aufnahme in die Tentativliste.
| Bild                | Bezeichnung                                                  | Jahr | Typ | Ref. | Beschreibung                                                         |
| ------------------- | ------------------------------------------------------------ | ---- | --- | ---- | -------------------------------------------------------------------- |
|                     | Grotten von Lastoursville                                    | 2022 | K/N | 6587 | Überarbeitung des Vorschlags von 2005.                               |
| BW                  | Nationalpark Batéké-Plateaus (Lage)                          | 2022 | K/N | 6592 | Überarbeitung des Vorschlags von 2005.                               |
| BW                  | Nationalpark Moukalaba-Doudau (Lage)                         | 2022 | N   | 6586 | Überarbeitung des Vorschlags von 2005, der eine Mixed Stätte vorsah. |
| BW                  | Nationalpark der Birougou Berge (Lage)                       | 2022 | N   | 6591 | Überarbeitung des Vorschlags von 2005, der eine Mixed Stätte vorsah. |
|                     | Die Fossilienstätte Moulendé und der Atomhaufen von Bangombé | 2022 | N   | 6590 | Fossilienstätte und natürlicher Atomreaktor                          |
| Nationalpark Loango | Nationalpark Loango                                          | 2022 | N   | 6593 |                                                                      |

### Ehemalige Welterbekandidaten
Diese Stätten standen früher auf der Tentativliste, wurden jedoch wieder zurückgezogen oder von der UNESCO abgelehnt. Stätten, die in anderen Einträgen auf der Tentativliste enthalten oder Bestandteile von Welterbestätten sind, werden hier nicht berücksichtigt.
| Bild             | Bezeichnung                                                   | Jahr      | Typ | Ref. | Beschreibung                                    |
| ---------------- | ------------------------------------------------------------- | --------- | --- | ---- | ----------------------------------------------- |
| BW               | Ökosystem und Kulturlandschaft der Pygmäen von Minkébé (Lage) | 2003–2022 | K/N | 1806 |                                                 |
| (weitere Bilder) | Ehemaliges Albert-Schweitzer-Spital in Lambaréné              | 2009–2022 | K   | 5418 | Urwaldspital von Albert Schweitzer in Lambaréné |